# Sweet Disposition
Sweet Disposition is een nummer van de Australische rock-popgroep The Temper Trap. De single werd in week 48 tot 3FM Megahit gepresenteerd en op 5 december 2009 kwam het nummer binnen op 35 in de Nederlandse Top 40. Het nummer kwam voor het eerst uit in 2008 in Australië, maar behaalde daar geen succes. Pas na release in de Engelse charts op 11 oktober 2009 behaalde het daar een nummer 6 notering.
Een reden voor het late succes van het nummer (in eigen land behaalde het maar een 96ste plaats, in 2008) is dat het vaak gebruikt werd bij advertenties en reclames, zoals bij Sky Sports. Het nummer komt twee keer voorbij in de Amerikaanse film (500) Days of Summer (eerst wanneer Tom zijn date Summer een rondleiding geeft door Los Angeles en later in de trein-scène). De film en single liftten beide mee naar een gering succes.

## Video clip
Op 10 augustus 2009 werd de videoclip gelanceerd op Myspace en YouTube. De clip werd gemaakt in Groot-Brittannië en speelt zich af in een dromerige, ruimte-achtige setting, waarbij een steeds rolschaatsende dame voorbijkomt. In eerste instantie lijkt ze op te stijgen van een startbaan. De bandleden worden aan de zijkanten vertoond in een loop-montage, vergezeld door driehoeken. De video eindigt met de dame, die verdwijnt in een gaswolk.

## Hitnotering

### Nederlandse Top 40
| "Sweet Disposition" in de Nederlandse Top 40 - binnen 05-12-2009 | "Sweet Disposition" in de Nederlandse Top 40 - binnen 05-12-2009 | "Sweet Disposition" in de Nederlandse Top 40 - binnen 05-12-2009 | "Sweet Disposition" in de Nederlandse Top 40 - binnen 05-12-2009 | "Sweet Disposition" in de Nederlandse Top 40 - binnen 05-12-2009 |
| Week                                                             | 1                                                                | 2                                                                | 3                                                                |                                                                  |
| ---------------------------------------------------------------- | ---------------------------------------------------------------- | ---------------------------------------------------------------- | ---------------------------------------------------------------- | ---------------------------------------------------------------- |
| Nummer                                                           | 35                                                               | 34                                                               | 32                                                               | uit                                                              |

### NPO Radio 2 Top 2000
| Nummer met noteringen in de NPO Radio 2 Top 2000 | '15  | '16  | '17  | '18  | '19  | '20  | '21  | '22  | '23  | '24  |
| ------------------------------------------------ | ---- | ---- | ---- | ---- | ---- | ---- | ---- | ---- | ---- | ---- |
| Sweet Disposition                                | 1494 | 1627 | 1524 | 1921 | 1798 | 1760 | 1771 | 1548 | 1528 | 1315 |

1. ↑  Een vetgedrukt getal geeft de hoogste notering aan.
2. ↑  2015 was het eerste jaar met een notering voor dit nummer.

- Officiële video van Sweet disposition
- The Temper Trap - (Sweet disposition) Live bij Jimmy Kimmel